# Christopher Beazley
Christopher John Pridham Beazley (ur. 5 września 1952 w Bexhill-on-Sea) – brytyjski polityk, wieloletni deputowany do Parlamentu Europejskiego.

## Życiorys
Absolwent University of Bristol. Pracował w Bank of England, był także nauczycielem oraz wykładowcą na wydziale studiów europejskich University of Sussex.
W latach 1984–1994 z ramienia Partii Konserwatywnej po raz pierwszy sprawował mandat posła do Parlamentu Europejskiego. Był wówczas m.in. przez trzy lata wiceprzewodniczącym Komisji Transportu i Turystyki. W tym samym czasie w PE zasiadał jego ojciec, Peter Beazley, również z ramienia torysów. Do Europarlamentu Christopher Beazley powrócił po pięcioletniej przerwie w 1999, w 2004 uzyskał reelekcję. W trakcie V i VI kadencji należał do frakcji chadeckiej, pracował głównie w komisjach zajmujących się kwestiami edukacji i kultury.
W 2009 nie ubiegał się o reelekcję.